# Rosenborg kastély
A Rosenborg kastély (dánul Rosenborg Slot) reneszánsz stílusban épült kastély Dánia fővárosában, Koppenhágában.

## Története
A kastélyt IV. Keresztély király építtette 1606-ban, hogy Koppenhága határában mulatságai színhelyéül szolgáljon. Az épület holland reneszánsz stílusban készült Bertel Lange és ifjabb Hans van Steenwinckel tervei alapján. 1607-re elkészült, ám 1613-1615, 1616-1624 között és 1633-ban kibővítették. A király nagyon kedvelte kastélyát és 1648-ban itt is halt meg. Halála után fiára, III. Frigyesre szállt, aki feleségével, Zsófia Amáliával együtt modernizáltatta az épületet. Az utolsó király, aki huzamosabb ideig itt élt IV. Frigyes volt, de 1710 után az uralkodók átköltöztek a Frederiksborg palotába. Ezután még két alkalommal szolgált rövid ideig lakóhelyül: 1794-ben, amikor leégett a Christiansborg palota és 1801-ben, amikor a napóleoni háborúk keretén belül a brit flotta megtámadta Koppenhágát. 1833-ban művészeti múzeumot rendeztek be a kastélyban, amit 1838-ban megnyitottak a nagyközönség számára. Ahogyan a múzeum kollekciója gyarapodott, Rosenborg már szűkösnek bizonyult, ezért 1994-ben a Glücksburg-házhoz tartozó uralkodók anyagát átvitték az Amalienborg kastélyba, Rosenborg pedig az Oldenburgok kincseit mutatja be. 

## Látnivalók
A kastély alagsorában levő kincstárakban őrzik a Dán Királyság koronázási ékszereit: IV. és V. Keresztély, valamint a királyné koronáját, a jogart, az állam kardját és az országalmát. Megtekinthető a koronázási szőnyeg, egy 17. századi iszfaháni perzsaszőnyeg. A második emeleti trónteremben (amely eredetileg bálterem volt) található a dán uralkodók narválagyarakból készült trónja. A trónt három életnagyságú, 130 kilós ezüstoroszlán őrzi.
A 17. század végén V. Keresztély a skånei háború jeleneteit ábrázoló kárpitokkal fedette be a trónterem falait. 
A kastély körül terül el a Kongens Have (a Király Kertje), az ország legrégebbi királyi parkja, amit az 1700-as évek elején megnyitottak a nagyközönség számára és ma a koppenhágaiak kedvelt séta- és piknikhelye. 
A Királyi Testőrség őrségváltása minden nap 11:30 és 12:00 között masírozik át a Rosenborg kastélytól az Amalienborg palotához.  
A Rosenborg kastély a dán fővárost meglátogató turisták kedvelt célpontja, évente közel 3 millió látogatót fogad.

## Galéria

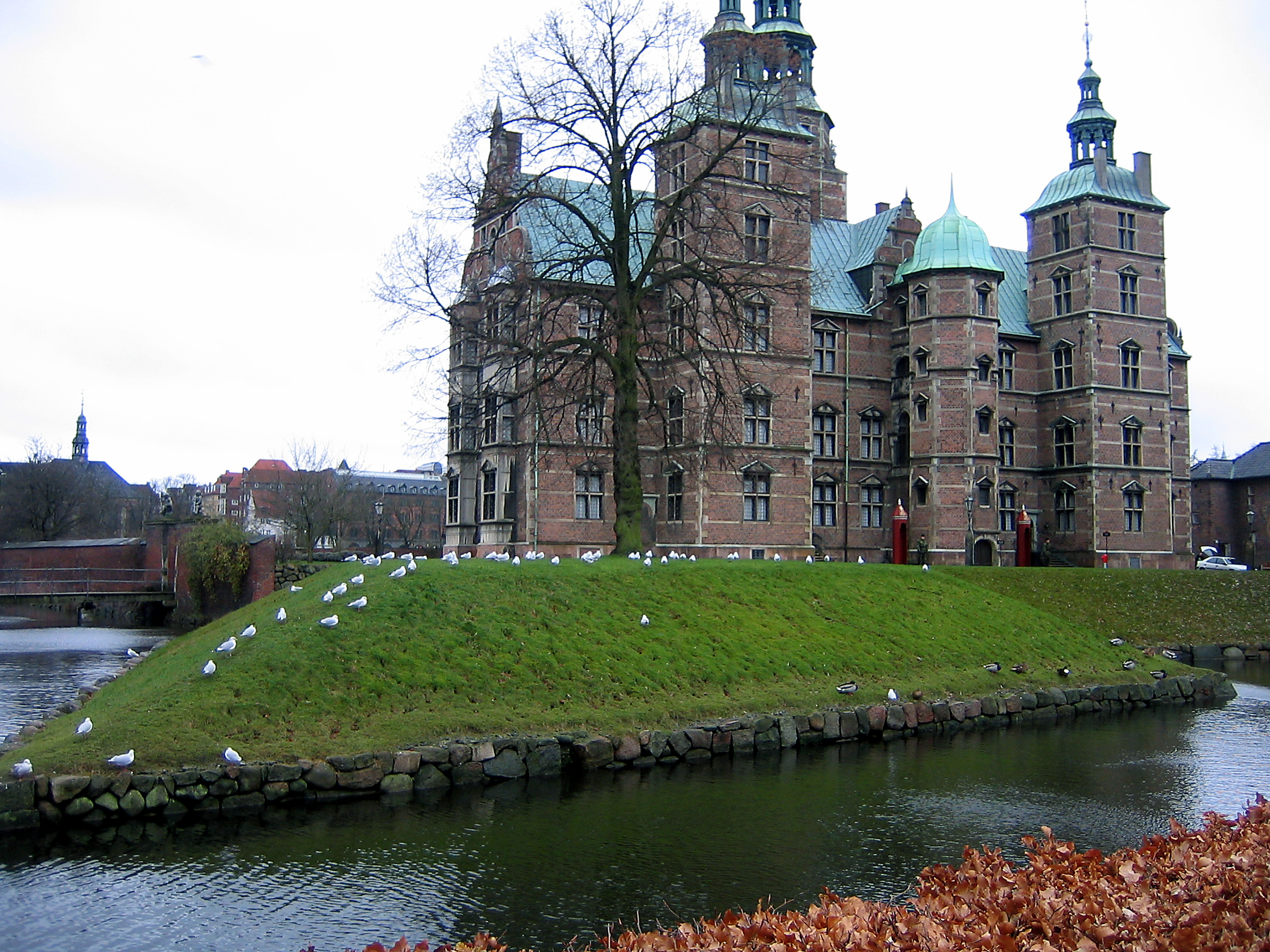
A kastély hátulról
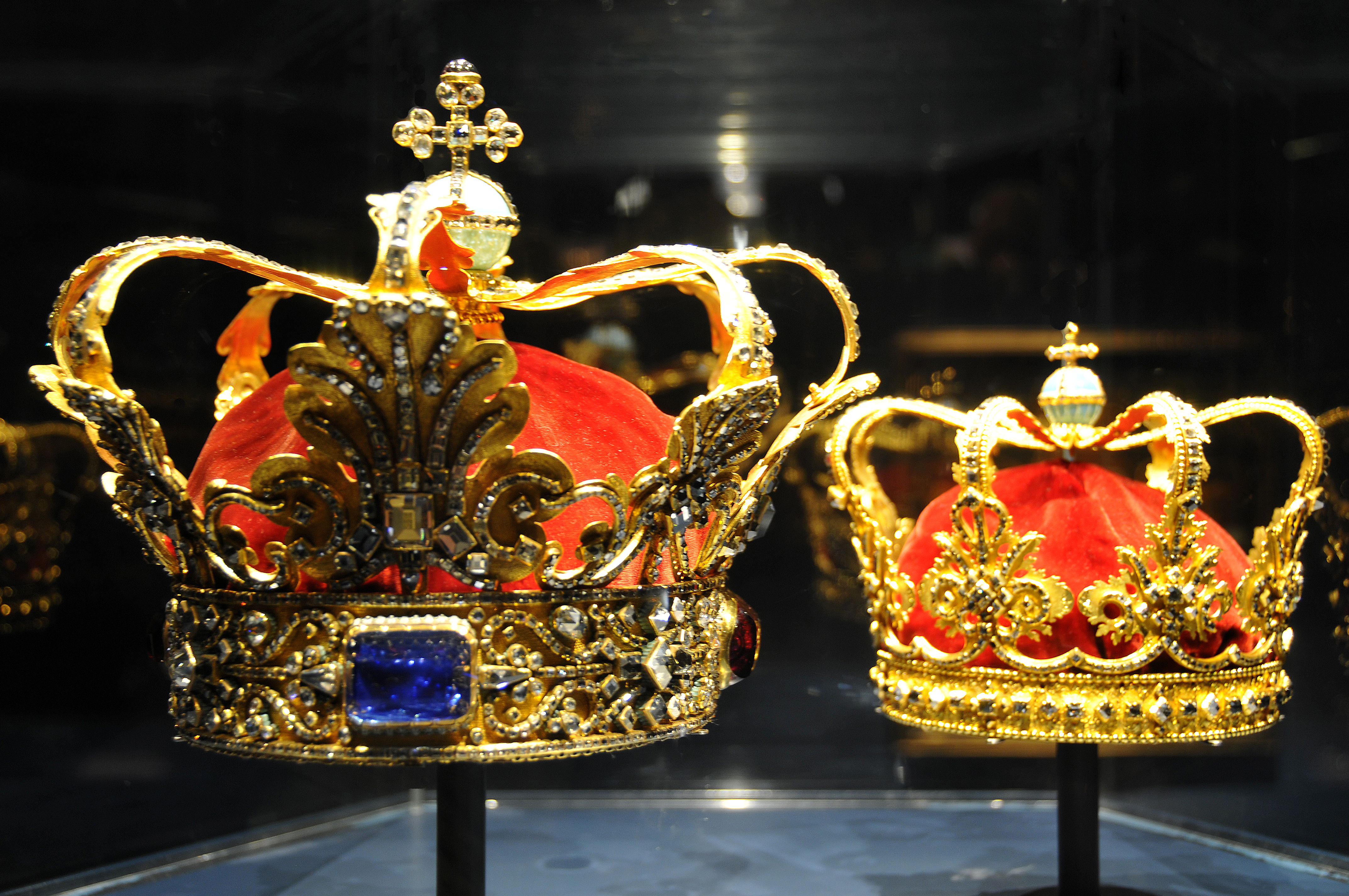
V. Keresztély és a királyné koronája
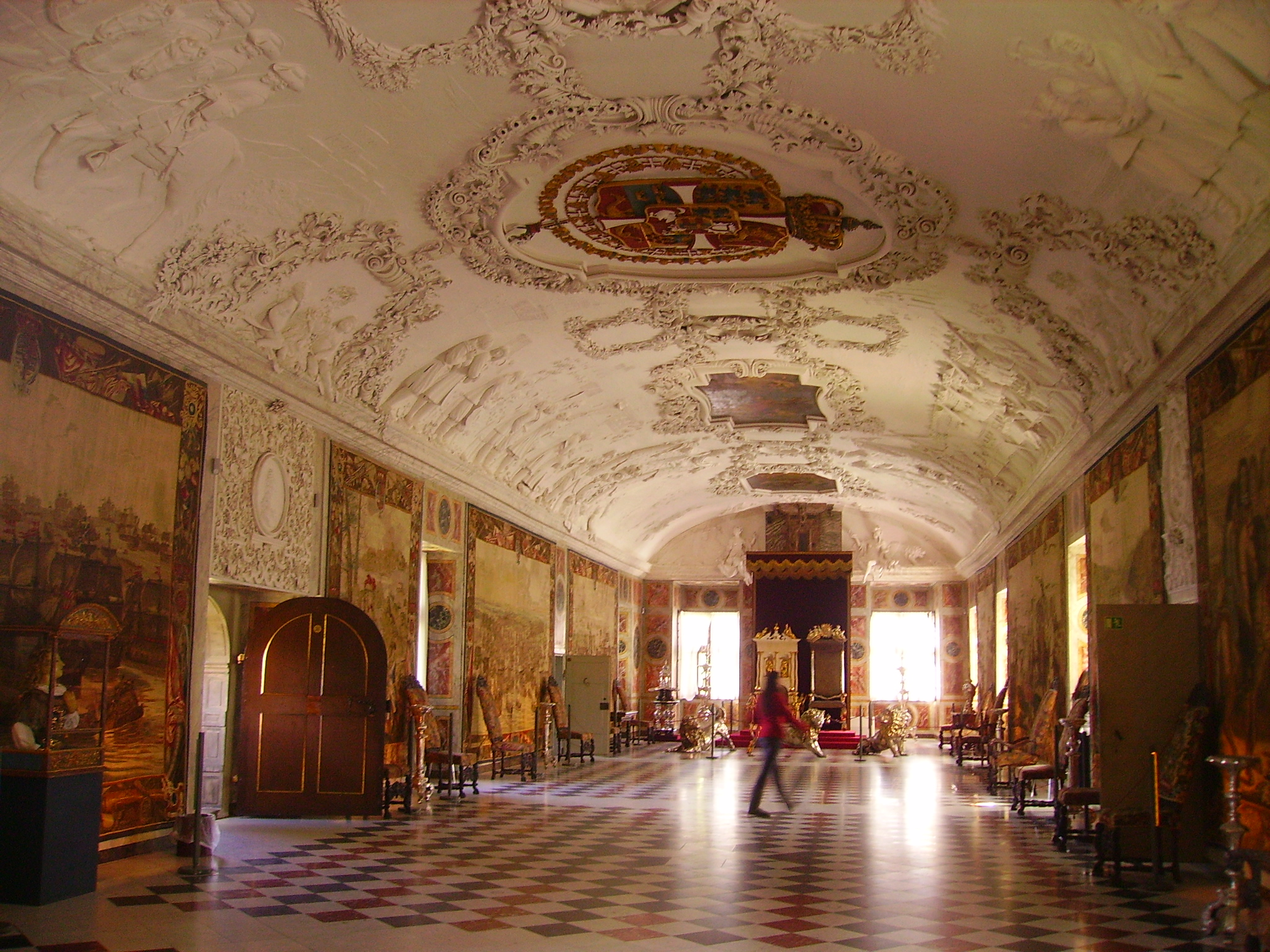
A trónterem
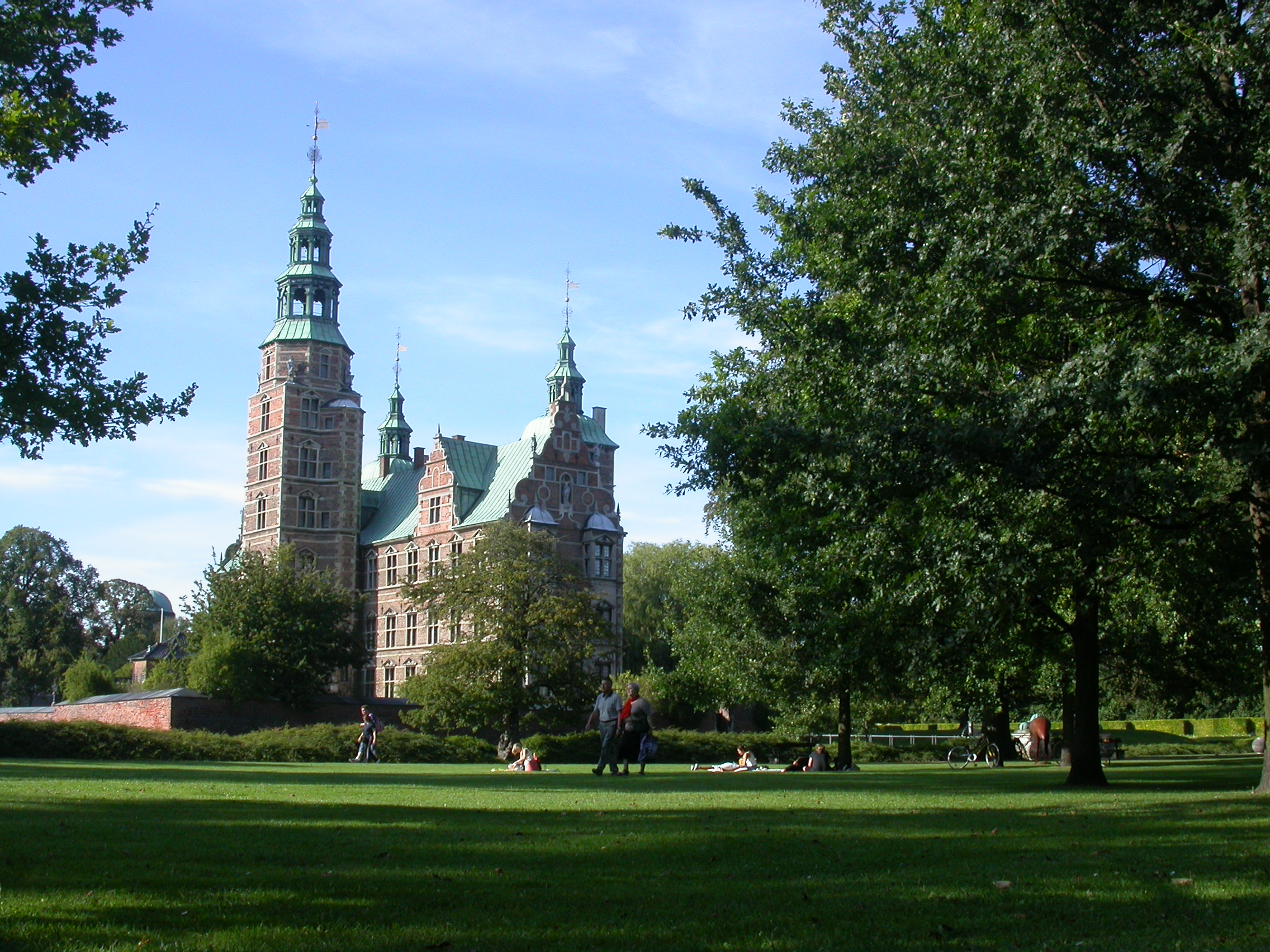
A kastély és a park
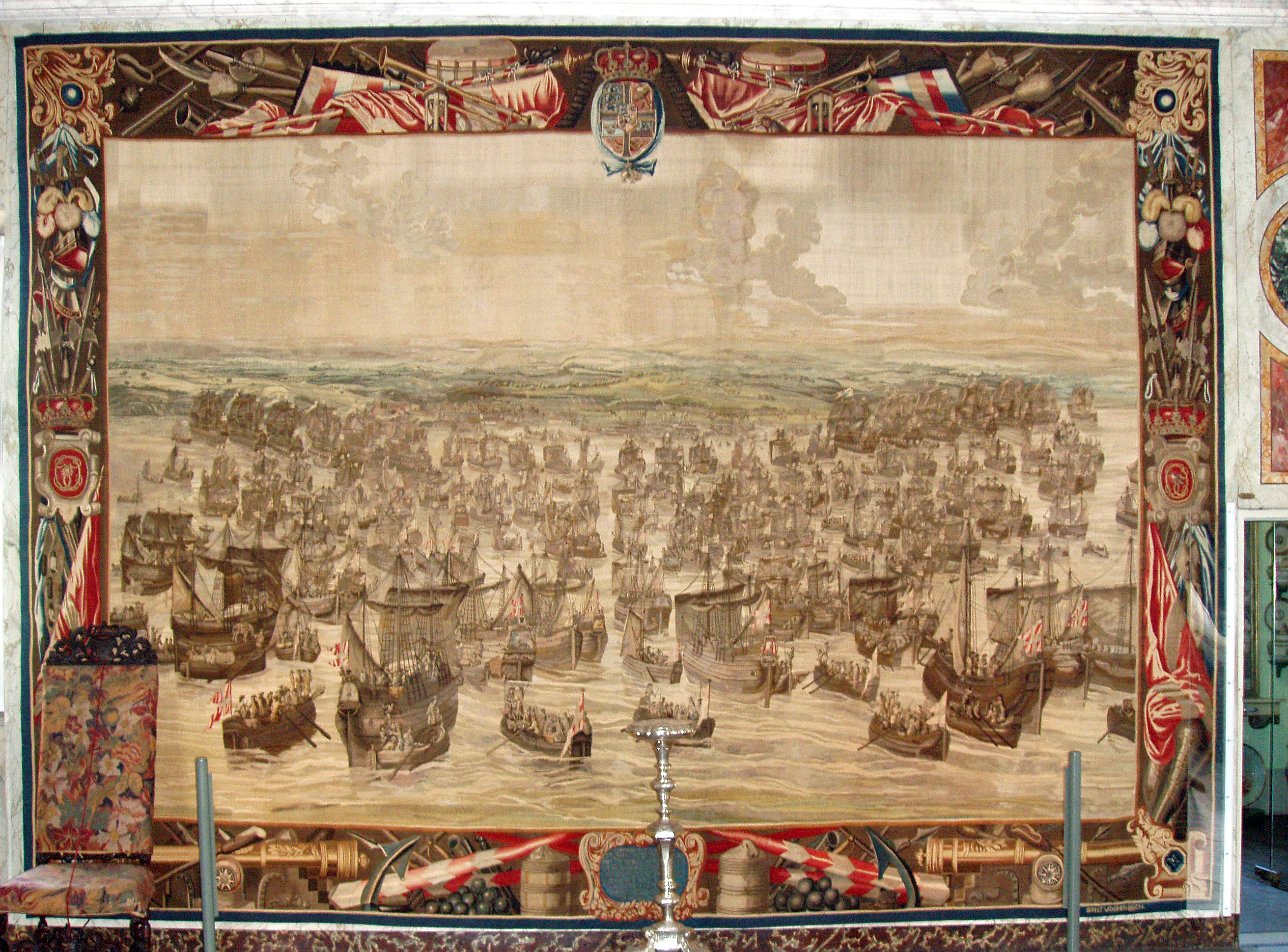
A trónterem egyik gobelinje